# MV Liemba
MV Liemba postavená roku 1915 jako Graf von Götzen či Graf von Goetzen je osobní a nákladní loď sloužící pro civilní přepravu na jezeře Tanganika ve východní Africe.

## Historie

### Stavba a První světová válka
V roce 1913 byla Východoafrickou železniční společností (Ostafrikanische Eisenbahngesellschaft) zadána objednávka Mayerově loděnici v Papenburgu na stavbu osobní a nákladní lodi s nízkým ponorem, určenou k vytvoření spojení na jezeře Tanganika, které tehdy oddělovalo Německou východní Afriku s Belgickým kongem, a především spojit koncové železniční uzly na břehu jezera, jakými byly Kigoma a Albertville. Plavidlo obdrželo jméno Graf von Götzen na počest bývalého guvernéra této kolonie Gustava Adolfa Graf von Götzen.

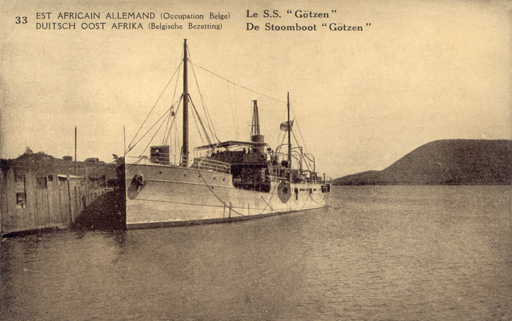

Loď byla v průběhu roku 1913 smontována do podsestav a v prosinci téhož roku ve dvou etapách a na palubách 4 lodí přepravena do přístavu Dar es Salaam. Odtud byla v 5000 bednách dopravena po železnici a pomocí nosičů do Kigomi na břehu Tanganiky. Zde byla sestavena a 1. června 1915 spuštěna na vodu již pod vlajkou německého námořnictva jako bojové plavidlo. Připojila se tak k již přítomným plavidlům německé branné moci na jezeře, a to dělovým člunům Hedwig von Wissmann a Kingani, jejichž cílem bylo získání nadvlády nad jezerem Tanganika. Jejím kapitánem se stal Gustav Zimmer.
Proti Götzenu disponovaly spojenecké britsko-belgické síly na jezeře pouze malými plavidly, často přestavěnými z rybářských bárek a malých člunů, operujících na západním břehu jezera z Belgického Konga. Síly britského námořnictva zde představovala jednotka námořní expedice pod velením korvetního kapitána Geoffreye Spicer-Simsona, která na jezeře operovala s dělovými čluny HMS Mimi a HMS Toutou. Ty byly pro tento účel dovezeny z Velké Británie po moři do tehdejší Jihoafrické unie a poté po železnici, na podvalnících a následně vlastním splavením dopraveny na jezero. 9. února 1916 došlo k prvnímu vizuálnímu kontaktu Götzenu s posádkou spojenců v Albertville, kdy byla německá loď spatřena z velké vzdálenosti a mimo dostřel děl.

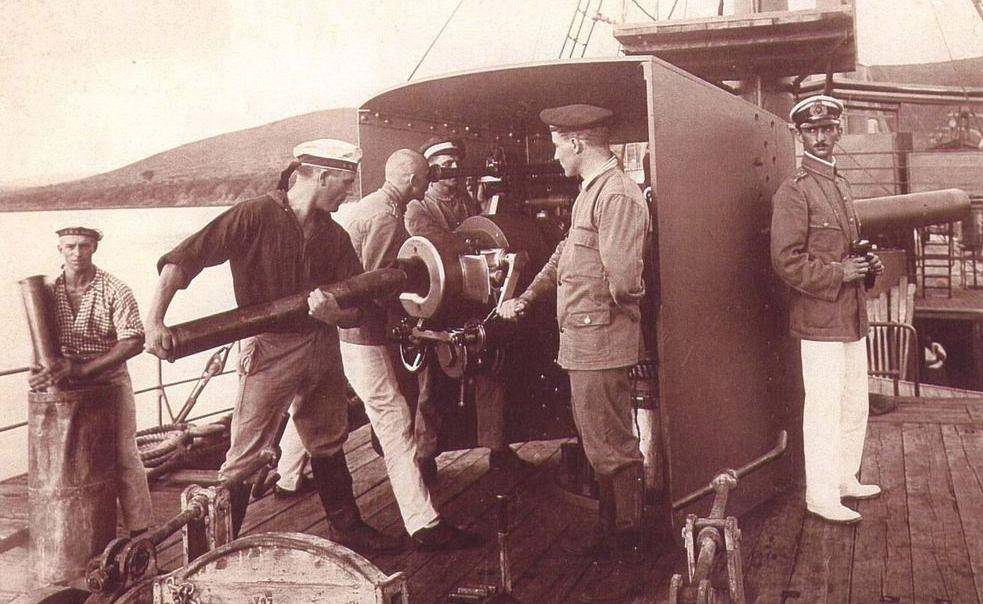
10.5 cm dělo na palubě Gotzenu

Götzen byl 10. června 1916 bombardován hydroplánem Short Admiralty Type 827 belgického letectva v přístavu Kigoma. K útoku došlo z výšky 100 metrů dvěma pumami, přičemž jedna dle pozorování posádky letounu zaznamenala přímý zásah. Loď však nadále zůstala plavbyschopná. 
V roce 1916 byla spojeneckými silami provedena ofenzíva do Německé východní Afriky, což způsobilo odříznutí Kigomi a ztracení důležitého železničního spojení. Z tohoto důvodu vydal vrchní velitel německých sil na tomto území generál Lettov-Vorbeck rozkaz k potopení Götzenu. Stalo se tak 26. července 1916 v ústí řeky Malagarosi. Všechny důležité lodní části byly předtím namazány vazelínou pro případ, že by bylo území dobyto zpět a loď bylo možné opět vyzvednout.
Krátce po dobytí Kigomy 28. července belgickými jednotkami byl Götzen objeven posádkou dělového člunu Netta.

### Vyzvednutí
Po prozkoumání potápěči roku 1918 bylo belgickými úřady rozhodnuto loď vyzvednout a uvést do provozu. Řízením záchranných prací byl pověřen švédský inspektor-mechanik John-Ludwig Wall. Loď se podařilo vyzvednout ze dna a především díky vzduchovým vakům udržet na hladině ve výši hlavní paluby, což umožnilo její následné odtažení do zálivu v Kigomě. Zde však bylo od dalších pokusů upuštěno a loď byla po čase opět potopena.
Následně vrak za cenu 4000 liber zakoupila společnost Tanganyika Central Railway se stejným úmyslem loď zprovoznit. V prosinci roku 1922 byly pod vedením fregatního kapitána Kerra (či Carra) zahájeny přípravy na vyzvednutí. Po prvním prozkoumání vraku potápěči bylo rozhodnuto vrak naplnit stlačeným vzduchem a posléze připevnit ke skládacím pontonům firmy Vickers. Přípravné fáze zahrnovaly důkladné utěsnění všech míst průsaků vody (a naopak potenciálního úniku vzduchu). Ty byly krom konstrukčních charakteristik lodi také zapříčiněny působením koroze, vodních organismů a mimo jiné nárazem lodi na dno při druhém potopení. Vrak se definitivně podařilo vyzvednout 16. března 1924. Po celkové rekonstrukci byla 16. května 1927 slavnostně spuštěna na vodu pod jménem Liemba.

### Mírová služba
V roce 1948 bylo shledán jejích stav jako nevyhovující a bylo přistoupeno k její modernizaci. Došlo k výměně původních kotlů na spalování dřeva za nové, uzpůsobené na topný olej a výměnu mechanismu kormidla. Dále byly zmodernizovány ubytovací a nákladní prostory. V neposlední řadě loď obdržela stabilizační lišty na boky trupu, pro zmírnění kolébání lodi. V prosinci roku 1952 byla opět vrácena do plného provozu.
V 70. letech byla již vládou samostatné Tanzanie loď odstavena pro svůj dezolátní stav. Následně byla zbavena parních motorů, kotlů, komína a kormidel. V roce 1974 se její renovace ujal irský mechanik Patrick Dougherty, přičemž došlo z zabudování 2 dieselových motorů. Po téměř 3 letech rekonstrukce byla opět uvedena do provozu. Loď od té doby slouží nepřetržitě.
V roce 1993 loď podstoupila další výměnu dieselových motorů za nové.
Během První války v Kongu roku 1997 sloužila loď k přepravě uprchlíků z Uviry do Kigomy.

## Román Africká královna
Při psaní románu Africká královna (1935) se spisovatel C. S. Forester velmi pravděpodobně volně inspiroval osudem Götzenu na jezeře Tanganika, ačkoliv kniha líčí události potopení lodi jinak, než se ve skutečnosti odehrály. V románu nese německá hlídková loď jméno Königin Luise. Ve filmovém zpracování z roku 1951 loď ztvárnil remorkér Buganda.